# Ocongate (distrito)
O Distrito peruano de Ocongate é um dos 17 distritos da Província de Quispicanchi situada no Cusco, Peru.

## Transporte
O distrito de Ocongate é servido pela seguinte rodovia:
- CU-116, que liga o distrito de Paucartambo à cidade
- CU-137, que liga o distrito de Marcapata à cidade
- PE-30C, que liga o distrito de Urcos (Região de Cusco) à Ponte Binacional Brasil-Peru (Fronteira Brasil-Peru) - e a rodovia federal brasileira BR-317 - no distrito de Iñapari (Região de Madre de Dios)[1][2][3]